# Stephen Gough
Pour les articles homonymes, voir Gough.
Stephen Gough (né en 1959), aussi connu sous le nom de Steve Gough et the Naked Rambler (randonneur nu), est un militant naturiste et ancien Royal Marine britannique. En 2003-2004, il a traversé la Grande-Bretagne complètement nu. Il a répété sa marche l’année suivante, mais fut arrêté en Angleterre et en Écosse. Il a passé les six années suivantes en prison, arrêté plusieurs fois des minutes après sa libération pour trouble à l'ordre public. Il a été emprisonné principalement à la prison de Saughton (Édimbourg) et en isolement à la prison de haute sécurité de Perth, en Écosse. Stephen Gough a été libéré le 17 juillet 2012. Il est parti nu de la prison, les forces de l'ordre et la justice ne souhaitaient pas continuer à l'interpeller de manière préventive. Il a été arrêté de nouveau le 20 juillet 2012 alors qu'il passait nu près d'une école, une mère d’élève a appelé la police qui est donc venu l'arrêter puisqu'il y avait eu une plainte. En prison depuis cette date et à la suite d'un jugement où il s'est présenté nu et a refusé de s'habiller. Le juge a considéré que le simple fait qu'il soit nu ne suffisait pas à l'inculper pour agression sexuelle, il a donc été libéré nu le 5 octobre 2012 depuis la prison d'Edinburg en Écosse. Il a poursuivi son périple nu et à pied et a traversé la frontière Écosse/Angleterre le 9 octobre 2012. 

## Randonnées nues
Stephen Gough est originaire de Eastleigh (Hampshire), il est célèbre pour avoir traversé la Grande-Bretagne, de Land's End jusqu'à John o' Groats en 2003–2004 sans aucun habit à part ses chaussures de marche, des chaussettes, un sac à dos et parfois un chapeau. Il avait quitté son emploi de chauffeur de camion. Il fut arrêté et emprisonné à de nombreuses reprises pendant sa randonnée.
Sa deuxième randonnée de Land's End jusqu'à John o' Groats eut lieu en 2005-2006 et il fut accompagné par sa compagne Melanie Roberts. Il fut arrêté deux fois en Angleterre pour être relâché immédiatement. En entrant en Écosse il y eut d'autres arrestations, totalisant une vingtaine à ce jour.
Stephen Gough est lié au groupe militant The Freedom to be Yourself[réf. souhaitée].

## Point de vue juridique
Les condamnations infligées à Stephen Gough découlent de l'interdiction, en droit national, de s'afficher nu en public. La dureté des peines infligées augmentent au fur et à mesure de la répétition des infractions commises. En 2011, M. Gough introduit un recours devant la Cour européenne des droits de l'homme sur la base principale des articles 8 (droit au respect de la vie privée) et 10 (liberté d'expression) de la Convention européenne des droits de l'homme. La Cour conclut dans son arrêt du 28 octobre 2014 que le nudisme perpétuel ne reçoit d'adhésion dans aucune société démocratique du monde et rejette le recours.